# Google Drive
Google Drive servis je za pohranu i dijeljenje datoteka u oblaku koji je pokrenuo Google.
Google Drive zamjenjuje Google Dokumente kad ga jednom aktiviramo. Dokumenti koji već postoje na Google Dokumentima automatski se prebacuju na Google Drive. Služi za sinkronizaciju, dijeljenje i izmjenu ili izradu podataka između više računala ili korisnika. Osim na računalu, Google Drive koristi se na tabletima i pametnim mobitelima.

## Odlike

### Klijent
Kako bi Google Drive uvijek obavljao sinkronizaciju datoteka između korisnikovog računala i Google Drive servera za pohranu podataka, Google Drive klijent/softver mora biti instaliran (i pokrenut) na korisnikovom računalu. Klijent koji komunicira s Google Drive serverima djeluje na način da se ažuriranja s jedne (korisničke) strane propagiraju na drugu stranu (Google-ov prostor za pohranu "u oblaku"), tako obje "strane" obično sadrže iste podatke.
Google Drive klijent softver je dostupan za sljedeće uređaje: osobno računalo (s operativnim sustavima Windows XP, Windows Vista, Windows 7 i Windows 8 s NTFS particijama) ili Mac OS X Lion (10,7) i Mac OS X Snow Leopard (10,6), Android operativni sustav na tabletima i pametnim telefonima, s Eclair i novijim OS-ovima (Android 2.1+);  te za iPhone i iPad s iOS-om 5,0 i novijim.
Iako nema službenog klijent softvera za Linux, Google Drive-u uvijek se može pristupiti i s Linux uređaja putem open source projekata, kao što je Gdrive, a dodatno je moguće "ugraditi" prostor za podatke koji pruža Google Drive račun izravno u Linux datotečni sustav, pomoću google-drive-ocamlfuse, na FUSE-u zasnovan datotečni sustav napisan u OCaml-u i potpomognut od strane Google Drivea.
Sundar Pichai iz Googlea je rekao da će Google Drive online servis za pohranu biti čvrsto integriran s Chrome OS-om verzijom 20.
Postoje od "treće strane" pisane Google Drive "aplikacije" koje se može instalirati na Chrome Web Store. Ovi programi, rade u Google Chrome-u, djeluju na online datoteke, a može ih se koristiti za uređivanje slika i videa, faksiranje i potpisivanje dokumenata, upravljanje projektima, stvaranje baza podataka itd.

### Vlasništvo i licenciranje
Google ima jedinstveni set uvjeta pružanja usluge i pravila o privatnosti za sve svoje proizvode. Prema CNET-u, za razliku od konkurentskih usluga, kao što su Dropbox i Microsoftov SkyDrive, Google ima poprilično sveobuhvatna prava reproducirati, koristiti i stvarati izvedene radove na osnovu sadržaja pohranjenog na Google Drive-u, preko licence koju daje korisnicima na prihvaćanje pri otvaranju google računa. Ova licenca je TRAJNA, čak i nakon što korisnik ukloni materijal. Iako korisnik zadržava pravo intelektualnog vlasništva, korisnik licence je Google, koji izdvaja i analizira upload sadržaja za prilagodbu oglašavanja i druge usluge koje Google nudi korisniku, te u svrhu promidžbe. Google je proširio svoju licencu za upload datoteka tako da ista također omogućuje promjene u sadržaju kako bi se "poboljšala upotrebljivost" podataka, ovo npr. uključuje stvaranje modificirane verzije prenesenog sadržaja kako bi bio "pogodniji" za razne namjene. Na primjer, Google može transcendirati pohranjeni video u formate pogodnije za gledanje na prijenosnom računalu i tabletima ili prilagoditi ga da bude kompatibilniji za određene preglednike od izvornika.

### Pristup podacima
Pristup podacima pohranjenim na prostor Google Drive se može obaviti bilo online, putem Googleove web stranice, ili putem terminala za sinkronizaciju. Za sinkronizaciju mape Google Drive na uređaju (računalo, tablet ili smartphone) potreban je softver za sinkronizaciju koji stvara mapu Google Drive iz i u koju je jednostavno moguće izrezati i zalijepiti datoteke i dokumente za sinkronizaciju.

### Prostor za pohranu
Izvorno, Google Dokumenti je ponudio 1 GB pohrane u besplatnoj inačici. S dolaskom Google Drivea 25. travnja 2012., kvota je povećana na 5 GB, te na 15 GB od 14. svibnja 2013. Također je moguće kupiti i do 16 TB dodatnog prostora - 25 GB košta 2,49 dolara mjesečno, 100 GB 4,99 dolara mjesečno, i do 16 TB za 799,99 dolara mjesečno. Nakon kupnje, ovaj prostor se također koristi i za Messaging Gmail.
Neka ograničenja također se primjenjuju na datoteke pohranjene "u oblaku".  Nijedna datoteka ne smije premašiti ograničenje veličine od 10 GB, što se odnosi samo na one koji su kupili dodatnu kvotu, slika na Google Dokumentima ne može prelaziti 2 MB, a tablice su ograničene na 256 stupaca, 400 000 stanica i 200 stranica/listova.
Google također nameće ograničenja na uvoz datoteka na Google Dokumente. Tekstualni dokumenti ne mogu prelaziti 2MB, a uvezena tablica nužno mora biti manja od 20 MB, kao i prezentacija manja od 50 MB.

### Podržane vrste datoteka
U pregledniku datoteka Google Drive se može vidjeti online sljedeće formate:
- Slikovni formati (.JPEG, .PNG, .GIF, .TIFF, .BMP)
- Video formati (WebM, .MPEG4, .3GPP, .MOV, .AVI, .MPEGPS, .WMV, .FLV)
- Datoteke teksta (.TXT)
- Oznake/kod (.CSS, .HTML, .PHP, .C, .CPP, .H, .HPP, .JS)
- Microsoft Word (.DOC i .DOCX)
- Microsoft Excel (.XLS i .XLSX)
- Microsoft PowerPoint (.PPT i .PPTX)
- Adobe Portable Document Format (.PDF)
- Apple Pages (.PAGES)
- Adobe Illustrator (.AI)
- Adobe Photoshop (.PSD)
- Tagged Image File Format (.TIFF)
- Autodesk AutoCad (.DXF)
- Scalable Vector Graphics (.SVG)
- PostScript (.EPS, .PS)
- TrueType (.TTF)
- XML Paper Specification (.XPS)
- Vrste datoteka za arhivu/pohranu podataka (.ZIP i .RAR)